# Bujanská konference
Bujanská konference (albánsky Konferencia e bujanit, srbochorvatsky Бујанска конференција/Bujanska konferencija) se konala na přelomu prosince 1943 a ledna 1944 ve vesnici Bujan na severu Albánie. Účastnilo se jí celkem 49 lidí (41 Albánců, 1 Bosňák a 7 Srbů a Černohorců). Na setkání byl pozván také oblastní partyzánský výbor Kosova. 
Konference se konala měsíc po druhém zasedání AVNOJe (antifašistické rady komunistických partyzánů a dalšího odboje v Jugoslávii), nicméně vzhledem k válečným podmínkám bylo povědomí v albánském prostředí o závěrech jednání z Jajců téměř nulové (a to i přesto, že je odvysílalo Rádio Svobodná Jugoslávie). Mnozí zástupci se ani v uvedený čas do Bujanů nedokázali dostat, jiní byli během své pouti zastřeleni. Vyskytly se i případy, že cesta některých partyzánských delegátů trvala i více než dva měsíce. 
Výsledkem jednání na konferenci bylo rozhodnutí, že Kosovo by se jako převážně Albánci osídlený region mělo připojit k Albánii. Za způsob, jak toto sjednocení dosáhnout pak byl označený ozbrojený boj partyzánů proti fašistickým okupantům. Tento bod považovalo do budoucna jugoslávské komunistické vedení jako velký problém; po roce 1948 a zhoršení jugoslávsko-albánských vztahů jako velmi vážný. K realizaci připojení Kosova k Albánii proto nedošlo (byť se o tom poměrně dlouhou dobu mezi jugoslávskými politickými kruhy diskutovalo); v červnu 1945 oficiálně oblastní skupština v Prizrenu odsouhlasila připojení k SR Srbsko. Albánci, kteří se na tento závěr Bujanské konference v pozdějších letech odvolávali, byli označováni za separatisty.